# كاتسوتوشي نايتو
كاتسوتوشي نايتو (باليابانية: 内藤克俊؛ بالكانا: ないとう かつとし) هو مصارع رياضي ياباني، ولد في 25 فبراير 1895 في هيروشيما في اليابان، وتوفي في 27 سبتمبر 1969.

## وصلات خارجية
- كاتسوتوشي نايتو على موقع قاعدة بيانات المصارعة الدولية (الإنجليزية)
- كاتسوتوشي نايتو على موقع أوليمبيديا (الإنجليزية)